# 織田常竹
織田 常竹（おだ じょうちく）は、室町時代の武将。尾張国又守護代。官位は左京亮、出雲守。常竹は法名。

## 略歴
応永7年（1400年）頃、尾張守護を兼ねた管領・斯波義教から尾張守護代に任じられた織田伊勢守入道常松の弟（または同族）と推定される。斯波義教補佐のため、在京することが多かった常松に代わり、守護所が置かれた下津城で又守護代として在地支配をしていたと考えられている。
応永9年（1402年）5月28日、醍醐寺文書法眼光守注進状に「織田左京亮」とあるのが初出。
同年12月26日、妙興寺文書妙興寺末寺寺領坪付注文では「沙彌常竹」とあり、この年に出家したことがわかる。
応永34年（1427年）12月25日、醍醐寺文書沙彌常松遵行状に「織田出雲入道」と出てくるのが最後。
応永35年（1428年）閏3月23日には又守護代として織田朝長の活動が見えるので、それまでに交代したと見られる。